# Vinogradni (Stàvropol)
|  | Per a altres significats, vegeu «Vinogradni». |

Vinogradni (en rus: Виноградный) és un poble (un khútor) del krai de Stàvropol, a Rússia, que en el cens del 2010 no tenia cap habitant. Pertany al districte rural de Kurskaia.